# Didyctium semiclausum
Didyctium semiclausum är en stekelart som först beskrevs av Jean-Jacques Kieffer 1904.  Didyctium semiclausum ingår i släktet Didyctium, och familjen glattsteklar. Arten är reproducerande i Sverige.